# Bombardier Global Express
Dimensions
Le Bombardier BD-700 Global Express est un avion d’affaires canadien à réaction à très longue distance.
Bombardier commença des études en 1991 sur le projet du Global Express, et l’avion réalisa son premier vol le 13 octobre 1996,  a reçu sa certification de type canadienne le 31 juillet 1998 et est entré en service en juillet 1999.

## Global Express

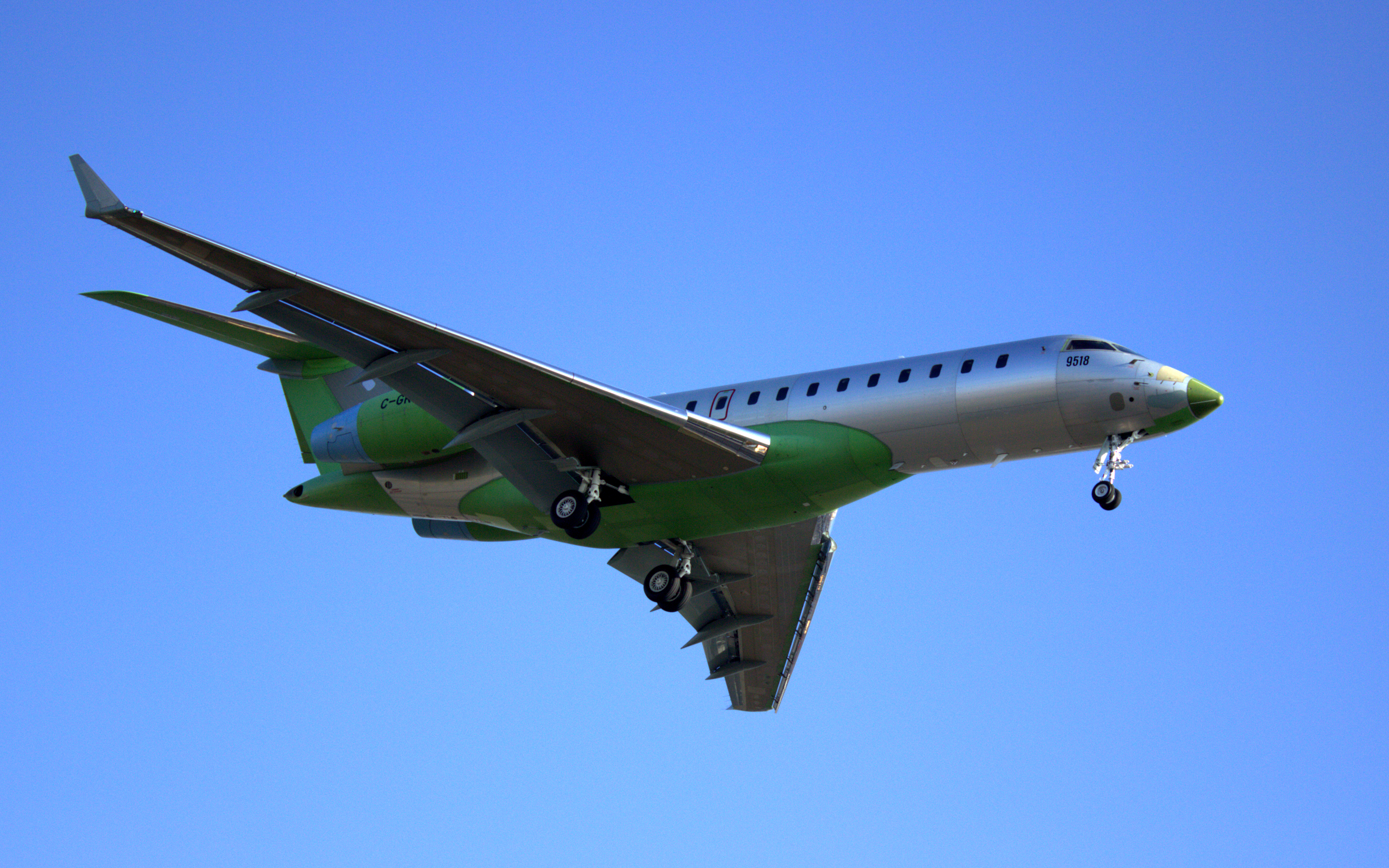
BD-700 qui atterrit à l’aéroport de Montréal

Le Global Express a une autonomie intercontinentale (par exemple, de New York à Tokyo) sans ravitaillement ou entre deux points du monde avec une escale. Dans sa classe, le Global Express est en concurrence avec l’Airbus Corporate Jet, le Boeing Business Jet, le Gulfstream G550 et le Dassault Aviation Falcon 7X.
Les branches de Bombardier ont trois rôles dans le projet : Canadair est chargé de la conception générale et fabrique le nez de l’appareil ; Shorts à Belfast est responsable du design et de la fabrication des nacelles de réacteurs, du stabilisateur horizontal et du fuselage avant ; et de Havilland au Canada fabrique le fuselage arrière et l’empennage, et assemble l’intégralité de l’appareil.
Le principal sous-traitant est Mitsubishi Heavy Industries au Japon qui construit les ailes et les sections centrales du fuselage.
Le 2 mars 2011, NetJets a passé une commande ferme de 50 Global Express pour un montant de 2,8 milliards CAD.
Les Global Express de première génération sont équipés de deux réacteurs Rolls-Royce BR710, les versions les plus récentes des Rolls-Royce Pearl (après 2018). 

## Global Express XRS
Le Global Express XRS est une version améliorée du Global Express, offrant une vitesse de croisière plus élevée, une autonomie en progression, et une cabine mieux dessinée et éclairée. Les lettres XRS signifient "Extended Range & Speed" et améliorent ainsi l’image de marque. Depuis mai 2011, les avions équipés de la suite avionique Global Vision Flight Deck (GVFD) prennent ensuite la dénomination de global 6000. L’autonomie a été augmentée grâce à l’apport d’un réservoir de 674 kg de kérosène au point d’attache des ailes.
Le Global 5000 est une version plus courte de 32" (une section de hublot) du Global Express XRS. Le Global 5000 équipé de la suite GVFD est ainsi nommé  "Global 5000 GVFD" ou "Global 5000 featuring GVFD"

## Modèles
Modèles classés par année:
|                                    | Global Express | Global Express XRS | Global 5000       | Global 6000        | Global 5500           | Global 6500           |
| ---------------------------------- | -------------- | ------------------ | ----------------- | ------------------ | --------------------- | --------------------- |
| Moteurs                            | BR710A2-20     | BR710A2-20         | BR710A2-20        | BR710A2-20         | BR710D5-21 (Pearl 15) | BR710D5-21 (Pearl 15) |
| Distance franchissable (Mach 0,85) | ?              | ?                  | 5 200 nm 9 630 km | 6 000 nm 11 112 km | 5 900 nm 10 927 km    | 6 600 nm 12 223 km    |
| Année                              | 1998           | 2005               | 2005              | 2012               | 2019                  | 2019                  |

Les Global 5500 et 6500 sont des évolutions des Global 5000 et 6000 avec de nouveaux moteurs Pearl 15, plus performants et plus économes, et un rafraîchissement de la cabine.

## Versions militaires

### Sentinel R1

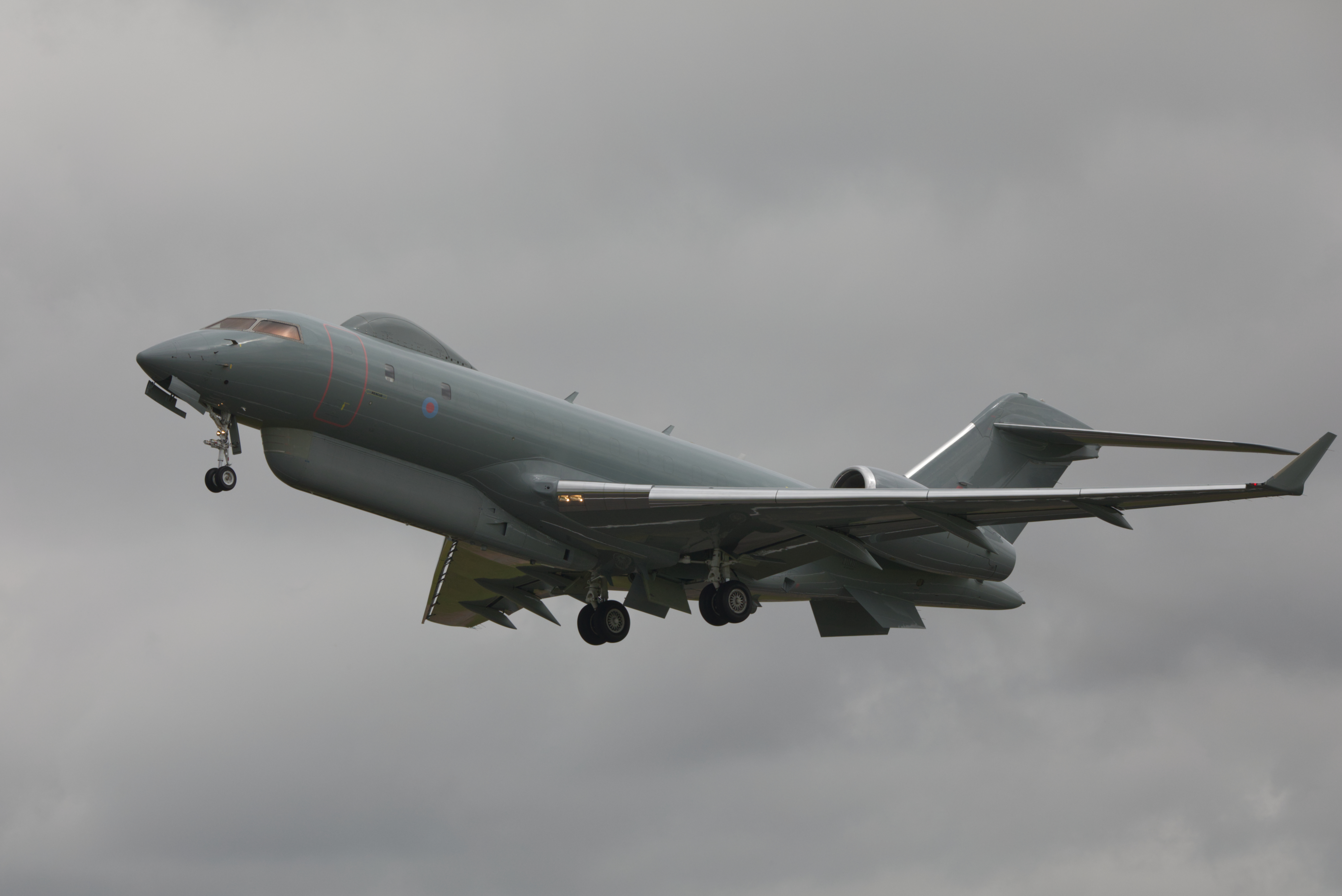
Un Sentinel R1 au Royal International Air Tattoo de 2019.

La première version militaire du Global Express est le Sentinel R1 de la Royal Air Force construit à 5 exemplaires et dont le premier vol a lieu en 2004. Le Sentinel emporte le Radar ASTOR (Airborne Stand-Off Radar) de Raytheon et a une mission de surveillance, comme le JSTARS de l’United States Air Force. L’avion fut sélectionné pour son altitude à 51 000 pieds. À cause des modifications apportées par la RAF, notamment dues aux déflecteurs du radar et aux antennes SATCOM, l’altitude de croisière du Sentinel est réduite mais malgré tout supérieure à celle du Boeing 707 qui porte le radar JSTARS. Cette altitude permet une région plus large de surveillance. Les quatre derniers sont retirés du service en mars 2021.

### E-11

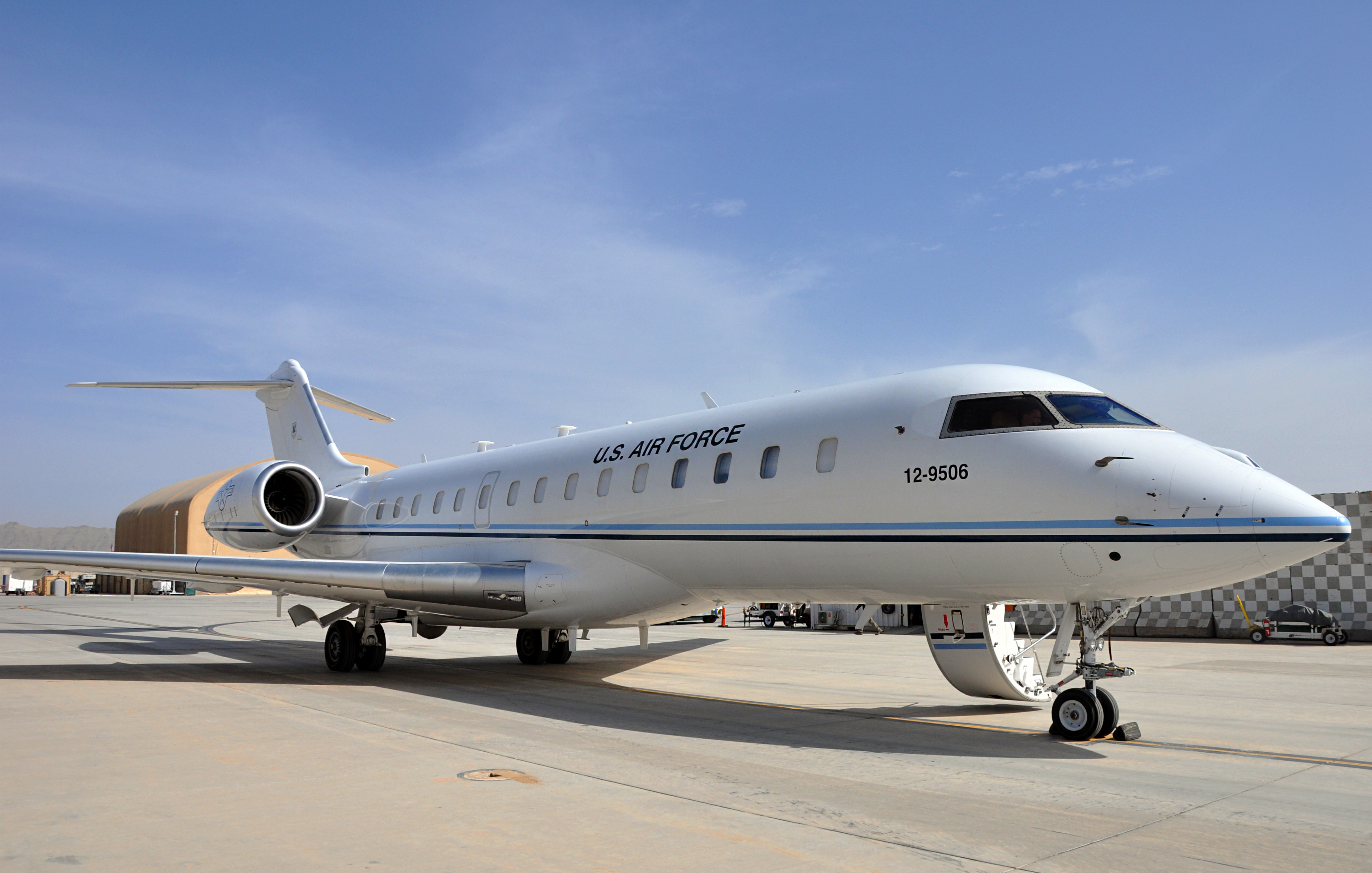
Un E-11A en 2019 sur l'aéroport de Kandahar.

L'USAF a réceptionné en juillet 2011 le premier des quatre Global Express 6000 équipés par Northrop Grumman du système BACN (Battlefield Airborne Communications Node (en), ou nœud de communication aéroporté au-dessus du champ de bataille) servant de relais aéroporté sous la désignation E-11A.
L'un d'eux s'écrase le 27 janvier 2020 dans la province de Ghazni en Afghanistan tuant ses deux membres d'équipage à la suite d'une panne de réacteur et d'erreurs de pilotage.
En février 2021, l'USAF déclare vouloir six autres appareils d'ici 2026. Un contrat de 464,8 millions de dollars est annoncé le 1er juin 2021 pour que Learjet livre 6 E-11A.

### GlobalEye
Le GlobalEye est une version de détection et de commandement aéroporté développé en Suède pour les besoins émiratis. Il est basé sur la base d'un Global Express 6000.